# Bagach Tholus
Il Bagach Tholus è una struttura geologica della superficie di Cerere.